# Barnard Point
Barnard Point – niewielki przylądek, najdalej na południe wysunięty punkt Wyspy Livingstona w archipelagu Szetlandów Południowych.

## Opis
Barnard Point to najdalej na południe wysunięty punkt Wyspy Livingstona . Zaznacza południowo-wschodnią stronę wejścia do zatoki False Bay . Jest to obszar pozbawiony pokrywy lodowej, który na wschodzie wznosi się na wysokość 250 m .
Obszar Barnard Point jest ostoją ptaków IBA z uwagi na gniazdujące tu pingwiny maskowe i petrelce olbrzymie .
Obiekt znany był amerykańskim i brytyjskim łowcom fok już w 1822 roku . Został zmapowany w latach 1934–1935 .
Nazywany początkowo Freesland Point, Point of Freeseland lub Penguin Point. Później otrzymał nazwę Barnard Point na cześć kapitana Charles’a H. Barnarda, kapitana statku „Charity”, który brał udział w ekspedycji na Szetlandy Południowe w latach 1820–1821 . Na cześć kapitana Bernarda James Weddell (1787–1834) nazwał w 1825 roku jeden ze szczytów Tangra Mountains  – Barnard’s Peak . Po zmapowaniu obszaru w latach 1957–1959 Barnard’s Peak został przemianowany na Needle Peak, a imieniem Barnarda nazwano Freesland Point .